# Adelajda z Burgundii
Adelajda z Burgundii (wł.: Adelaide di Borgogna) – opera seria Gioacchina Rossiniego, do której libretto napisał Giovanni Frederico Schmidt, jej premiera miała miejsce w Rzymie 27 grudnia 1817 roku.

## Historia
5 grudnia 1817 roku Rossini udał się do Rzymu. Miał więc najwyżej dwadzieścia kilka dni na napisanie i przygotowanie całowieczorowej opery. Ucierpiała na tym jakość dzieła, pisanego pospiesznie, i jak informuje biograf Rossiniego, A. Zanolini, przy pomocy przyjaciela kompozytora, Michele Carafy. Premiera Adelajdy 27 grudnia 1817 roku w Teatro Argentina przeszła bez echa. Sztuka niedługo utrzymała się na afiszu, nieliczne wystawienia poza Rzymem również nie przyniosły sukcesu. Nawet najzagorzalsi wielbiciele kompozytora nie mogli dla niej znaleźć słów uznania. Radiciotti, biograf Rossiniego uważa, że jest to jego najgorsza opera seria. Wznowienia Adelajdy należą do rzadkości. W 1984 roku pojawiła się na festiwalu Valle d'Itria i stamtąd pochodzi dostępne jej nagranie. W roku 2011 operę pokazano na Rossini Opera Festivalu w Pesaro.

## Osoby
| Rola                                        | Głos   | Premiera 27 grudnia 1817 (Pierwsza obsada) |
| ------------------------------------------- | ------ | ------------------------------------------ |
| Otto, król niemiecki                        | alt    | Elisabetta Pinotti                         |
| Adelajda, wdowa po królu Italii Lotarze     | sopran | Elisabetta Manfredini-Guarmani             |
| Berengariusz, brat Lotara                   | bas    | Savino Monelli                             |
| Adalbert, syn Berengariusza                 | tenor  | Antonio Ambrosi                            |
| Eurice, żona Berengariusza, matka Adalberta | sopran | Anna-Maria Muratori                        |
| Iroldo                                      | sopran | Luisa Bottesi                              |
| Ernesto                                     | tenor  | Giovanni Puglieschi                        |

## Treść

### Akt I

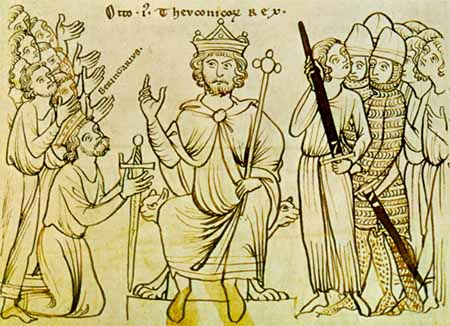
Otto I, koronowany na króla Italii

Akcja utworu rozgrywa się w X wieku. Po przedwczesnym zgonie króla Italii Lotara, jego brat, Berengariusz, opanowuje tron i by się na nim umocnić planuje ożenić swego syna Adalberta z wdową po zmarłym Adelajdą. Zagrożona przez Berengariusza Adelajda wzywa na pomoc Ottona, króla Niemiec. Otto przybywa do Canossy, pomiędzy Ottonem a Adelajdą wybucha nagła miłość. Oboje wpadają jednak w pułapkę Berengariusza. Adelajda dostaje się do niewoli, a Otto ratuje się ucieczką.

### Akt II
Adelajda odrzuca umizgi Adalberta. Nadchodzi wieść, że Otto w decydującej bitwie pokonał Berengariusza i jest gotów wymienić schwytanego króla Italii wymienić na Adelajdę. Adalbert odrzuca jednak tę propozycję, głuchy nawet na prośby swej matki Eurice. Udaje się na negocjacje do obozu Ottona, gdy pojawia się tam uwolniona przez Eurice Adelajda. Król niemiecki uwalnia więc Berengariusza, który natychmiast zwraca się przeciw niemu i przegrywa kolejną bitwę. Tryumfuje miłość.

## O operze
Uwertura do Adelajdy pochodzi z Weksla małżeńskiego. Nie mając czasu na wykończenie utworu Rossini powrócił do recitativo secco zarzuconego od czasu Elżbiety, królowej Anglii. Najciekawsza rola należy do Ottona, który śpiewa dwie wirtuozowskie arie, w tym finałowe rondo oraz piękny duet z Adelajdą w I akcie. W II akcie na wyróżnienie zasługują: kwartet Oh ciel, che vedo, śpiewany na widok Adelajdy przybywającej do obozu Ottona i partia chóru.

## Nagrania
- Dupuy, Devià, Caforio, Bertolo, Tandura, pod dyr. Zeddy (Fonit-Cetra 1984)[2]